# Estrondo sônico

A fonte de som agora atravessou a barreira do som, e está viajando a 1.4 vezes a velocidade do som, (Mach 1.4). Como a fonte está se movendo mais rápido (com uma velocidade) do que as ondas sonoras que cria, ela lidera a frente de onda progressiva. A fonte do som passará por um observador estacionário (com velocidade) antes que ele possa ouvir o som criado pela fonte. Como resultado, um observador à frente da fonte, detectará
e um observador atrás da fonte.

Um estrondo sônico gerado por uma aeronave movendo-se a M=2,92, calculado a partir de um ângulo de cone de 20 graus. Um observador ouve o estrondo quando a onda de choque, nas bordas do cone, cruza sua posição.

Ângulo do cone de Mach

Um estrondo sônico é o som associado às ondas de choque criadas por um objeto viajando através do ar com uma velocidade maior que a do som. Estrondos sônicos geram uma enorme quantidade de energia sonora, soando muito similares a uma explosão.

## Causas
Quando um objeto atravessa o ar ele cria uma série de ondas de pressão à sua frente e atrás, similar às ondas criadas pelo deslocamento de um barco. Essas ondas viajam na velocidade do som e, conforme a velocidade do objeto aumenta, as ondas são comprimidas, pois elas não podem sair do caminho umas das outras. Eventualmente elas juntam-se em uma única onda de choque, que viaja na velocidade do som, uma velocidade crítica conhecida como Mach 1, que é aproximadamente 1 225 km/h ao nível do mar e à temperatura de 15 ºC.
Em um voo suave, as ondas de choque começam no nariz da aeronave e terminam na cauda. Como as diferentes direções radiais em torno da direção de deslocamento da aeronave são equivalentes, dada a condição de "voo suave", as ondas de choque formam um Cone de Mach, que pode ser observado pela singularidade de Prandtl-Glauert, com a aeronave em sua ponta. O meio-ângulo entre a direção do voo e a onda de choque {\displaystyle \alpha } é dado por:
{\displaystyle \sin(\alpha )={\frac {v_{\text{som}}}{v_{\text{objeto}}}}},
onde  {\displaystyle {\frac {v_{\text{objeto}}}{v_{\text{som}}}}} é o Número de Mach do avião.  Portanto quanto mais rápido o avião viajar, mais fino e pontiagudo será o cone.
Há um aumento de pressão no nariz, diminuindo uniformemente até uma pressão negativa na cauda, seguido por um repentino retorno à pressão normal após a passagem do objeto. Esse perfil de pressão excessiva é conhecido como Onda-N devido ao seu formato. O estrondo é sentido quando há uma repentina mudança na pressão, Portanto uma Onda-N causa dois estrondos - um quando o aumento inicial da pressão do nariz é sentido, e o outro quando a cauda passa e a pressão repentinamente retorna ao normal. Isso gera um "estrondo duplo" distinto de aeronaves supersônicas. Quando manobrando, a distribuição da pressão assume diferentes formas, com o formato característico de Onda-U.
Como o estrondo sônico é gerado continuamente enquanto a aeronave for supersônica, ele preenche um caminho estreito no chão seguindo a rota do avião, similar ao desenrolar de um tapete, e por isso  conhecido como "carpete de estrondo". Sua largura depende da altitude da aeronave. A distância do ponto no chão de onde o estrondo é ouvido até a aeronave depende da altitude e do ângulo {\displaystyle \alpha }.
Para as aeronaves supersônicas atuais em condições normais de operação, o pico de excesso de pressão varia de menos de 50 até 500 Pa para um estrondo de Onda-N. Picos de excesso de pressão para Ondas-U são amplificados de duas a cinco vezes em comparação a Ondas-N, porém esse excesso de pressão amplificado atinge apenas uma pequena área quando comparado à área exposta ao restante do estrondo sônico. O estrondo sônico mais forte já registrado foi de 7 000 Pa e não causou ferimentos aos pesquisadores que foram expostos a ele. O estrondo foi produzido por um F-4 voando um pouco acima da velocidade do som, e a uma altitude de 30 m. Em testes recentes, o máximo estrondo medido durante condições de voo mais realistas foi de 1 010 Pa. Existe a probabilidade de que algum dano — vidro quebrado por exemplo — resulte de um estrondo sônico. Construções em bom estado de conservação não devem sofrer dano algum em pressões de 530 Pa ou menos. E, tipicamente, a exposição da comunidade a estrondos sônicos é de menos de 100 Pa.
A potência, ou volume, de uma onda de choque depende da quantidade de ar que está sendo acelerada, e portanto da forma e tamanho da aeronave. Conforme a velocidade da aeronave aumenta, o cone de choque se torna mais "apertado" ao redor da aeronave e se torna mais fraco até o ponto em que a altíssimas velocidades e altitudes nenhum estrondo é ouvido. O "comprimento" do estrondo da frente até atrás depende do comprimento da aeronave em uma potência de 3/2. Aeronaves mais compridas "espalham" mais seus estrondos do que as menores, o que resulta em um estrondo mais fraco.
Diversas ondas de choque menores podem e normalmente se formam em outros pontos da aeronave, principalmente em qualquer ponto convexo, ou curvo, no bordo de ataque da asa, e especialmente nas entradas para o motor. Essas ondas de choque secundárias são causadas pelo ar que é forçado a curvar-se em torno desses pontos convexos, o que gera uma onda de choque em fluxo supersônico.
Essas ondas de choque posteriores são um tanto mais velozes que a primeira, viajam mais rápido e somam-se à onda de choque principal a uma certa distância da aeronave para criar uma Onda-N de formato muito mais definido. Isso maximiza tanto a magnitude quanto o "tempo de subida" do choque, o que faz o estrondo parecer mais alto. Na maioria dos projetos de aeronaves a distância característica é de aproximadamente 12 000 m, o que significa que abaixo dessa altitude o estrondo sônico será mais "suave". Entretanto, o arrasto nessa altitude ou abaixo dela torna o voo supersônico particularmente ineficiente, o que impõe um sério problema.

## Medição e exemplos
A pressão dos estrondos sônicos causados por aeronaves, normalmente é inferior a cem Pa. Um veículo voando em uma altitude maior gerará menores pressões no chão, pois a onda de choque reduz sua intensidade conforme se espalha, distanciando-se do veículo, porém estrondos sônicos são menos afetados pela velocidade do veículo.
| Aeronave        | Velocidade | Altitude | Pressão (Pa) |
| --------------- | ---------- | -------- | ------------ |
| SR-71           | Mach 3     | 24 000 m | 43           |
| Concorde        | Mach 2     | 16 000 m | 93           |
| F-104           | Mach 1,93  | 15 000 m | 38           |
| Ônibus Espacial | Mach 1,5   | 18 000 m | 60           |

## Dedução

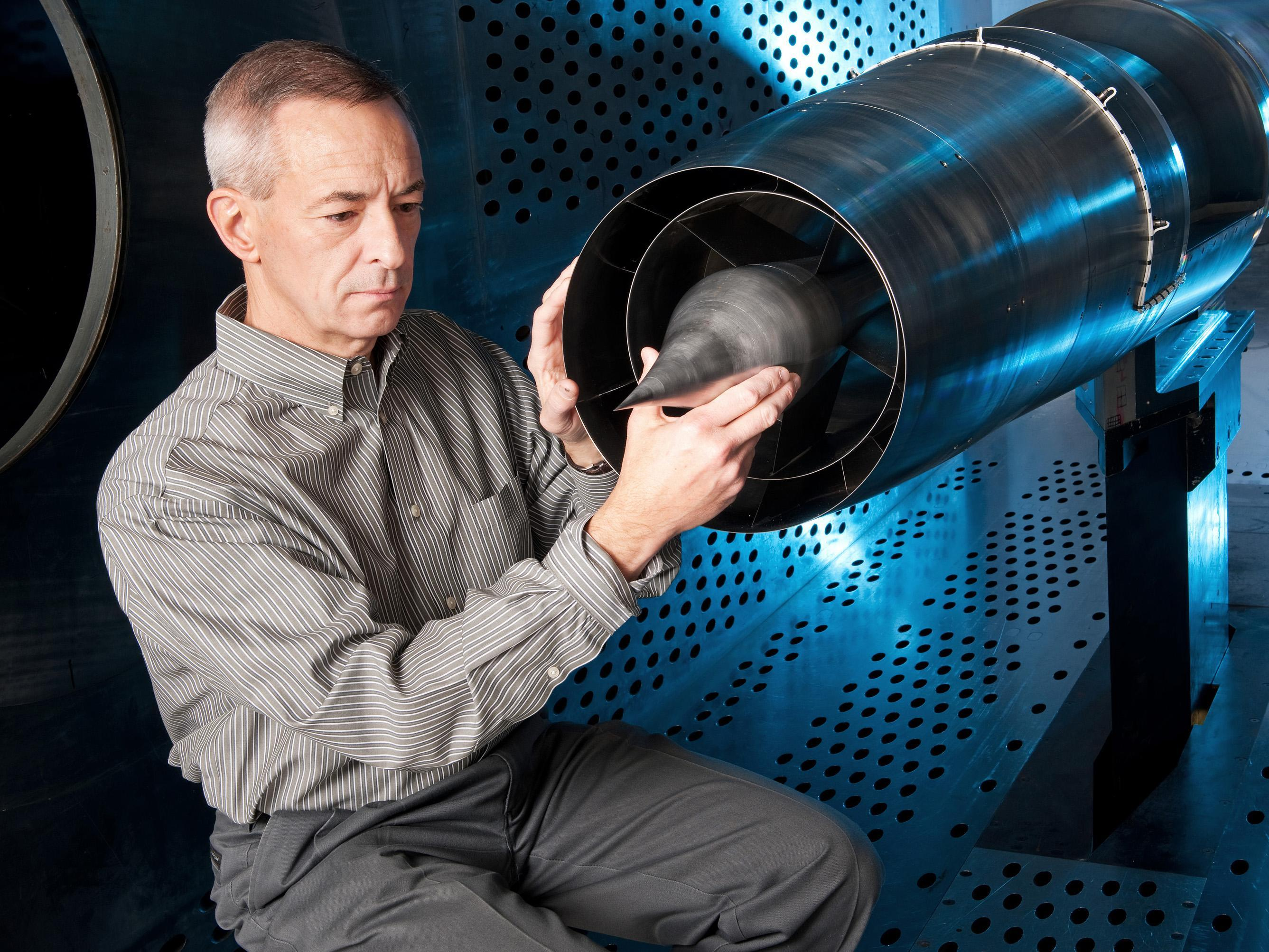
No Centro de Pesquisas Glenn da NASA estão sendo feitas novas pesquisas que podem suavizar o estrondo sônico produzido por aeronaves supersônicas. Um engenheiro aeroespacial da NASA é mostrado aqui em um túnel de vento com um modelo de larga escala de um "inlet" supersônico de baixo-estrondo.

No fim da década de 1950, quando projetos de transporte supersônico eram ativamente perseguidos, pensava-se que, apesar de o estrondo vir a ser muito grande, os problemas poderiam ser evitados ao voar mais alto. Essa suposição foi provada falsa quando o XB-70 Valkyrie começou a voar e foi descoberto que o estrondo era um problema mesmo a 21 000 m de altitude. Foi durante esses testes que a Onda-N foi caracterizada pela primeira vez.
Richard Seebass e seu colega da Universidade Cornell, Albert George, estudaram o problema extensivamente e eventualmente definiram uma "figura de mérito" (FM) para caracterizar os níveis do estrondo sônico de diferentes aeronaves. FM é uma função do peso e do comprimento da aeronave. Quanto menor esse valor, menor é o estrondo sônico que a aeronave gera, com figuras de mérito em torno de 1 ou menos sendo consideradas aceitáveis. Utilizando esse cálculo, eles encontraram FMs de em torno de 1,4 para o Concorde e 1,9 para o Boeing 2707. Isso eventualmente condenou grande parte dos projetos de transporte supersônico conforme ressentimento público misturado à política eventualmente resultaram em leis que tornaram esse tipo de aeronave impraticável (permissão para voar apenas sobre água por exemplo). Outra forma de expressar isso é pela envergadura. A fuselagem, mesmo de uma grande aeronave supersônica, é muito lisa e com suficientes ângulo de ataque e envergadura o avião pode voar alto suficiente para que o estrondo da fuselagem não seja importante. Quanto maior a envergadura maior o impulso para baixo que pode ser aplicado no ar e maior é o estrondo sentido. Uma envergadura menor favorece designs de aviões menores como de jatos particulares.
Seebass e George também trabalharam no problema por outro ângulo, tentando espalhar as Ondas-N lateralmente e temporalmente (longitudinalmente), ao produzir um choque no nariz forte e focado para baixo (SR-71 Blackbird, NASA X-43) em um ângulo agudo, porém, largo, que viajará a uma velocidade levemente supersônica, e utilizando uma asa voadora retraída, ou uma asa voadora obliqua para suavizar esse choque ao longo da direção do voo (a cauda do choque viaja a velocidade sônica). Para adaptar esse princípio a aviões existentes, que geram um choque em seus narizes e outro ainda mais forte nos bordos de ataque de suas asas, a fuselagem abaixo da asa é moldada de acordo à regra da área. Idealmente isso elevaria a altitude característica de 12 000 m para 18 000 m, que é onde a maioria dos aviões de transporte supersônicos voa.

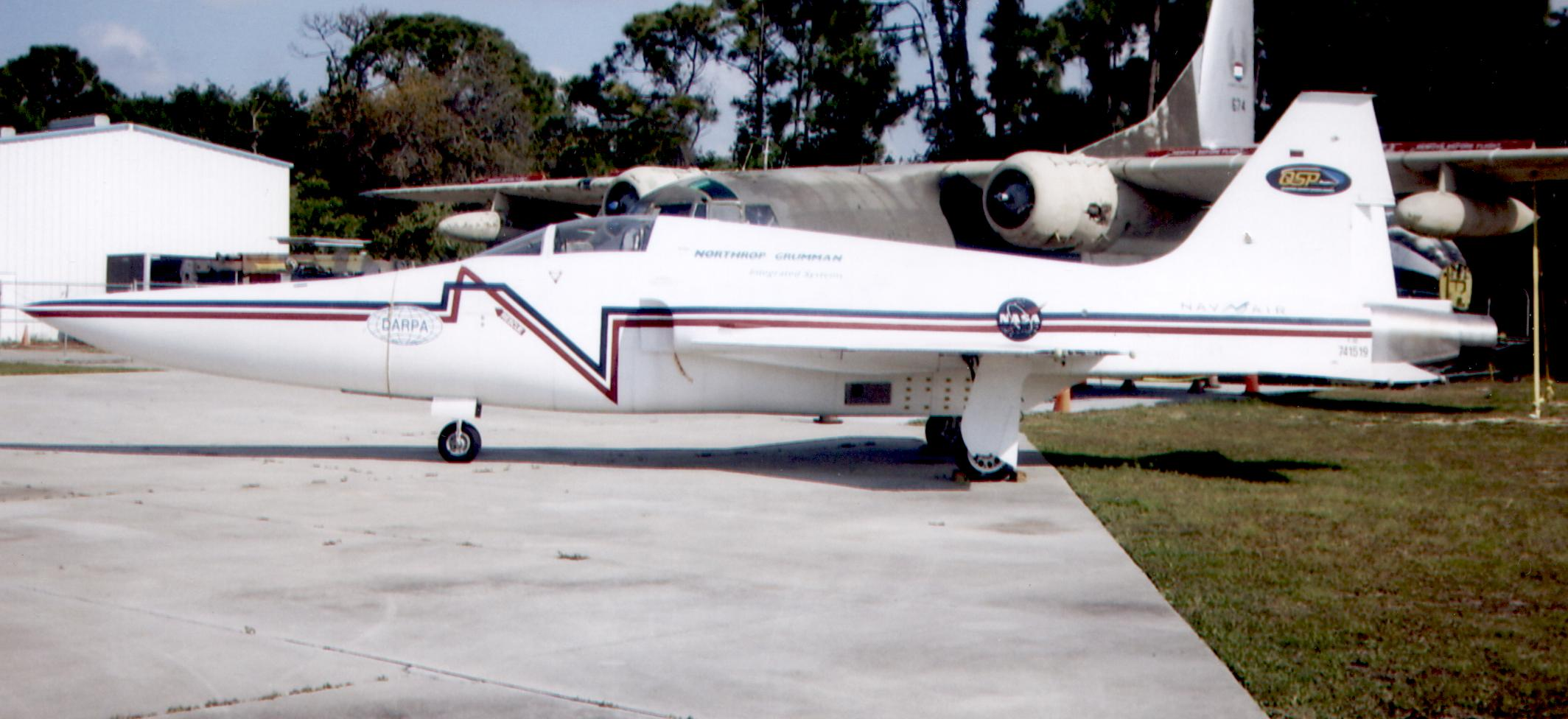
O F-5E da NASA modificado para os testes de estrondo sônico da DARPA

Isso permaneceu sem testes por décadas, até que a DARPA iniciou o projeto Plataforma Supersônica Silenciosa e financiou a aeronave Modelada de Demonstração de Estrondo Sônico (SSBD em inglês) para testa-lo.  SSBD usava um Northrop F-5. O F-5E foi modificado para um formato altamente refinado que alongou o nariz do modelo F-5F.  A carenagem foi estendida desde o nariz até os inlets na parte inferior traseira da aeronave. O SSDB foi testado durante um período de dois anos, culminando em 21 voos e foi um extensivo estudo das características do estrondo sônico. Após avaliar 1 300 registros, alguns feitos dentro da onda de choque por um avião perseguidor, o SSBD demonstrou uma redução de um terço no estrondo sônico.  Apesar de um terço não ser uma grande redução, poderia ter reduzido o Concorde abaixo do limite FM = 1 por exemplo.
Como uma continuidade ao SSBD, uma equipe NASA-Gulfstream testou o Quiet Spike (algo similar a espeto silencioso na tradução) na aeronave 836 NASA-Dryden F-15B. O Quiet Spike é uma longarina telescópica encaixada no nariz de uma aeronave, foi especificamente projetado para enfraquecer as ondas de choque que se formam no nariz da aeronave em velocidades supersônicas. Mais de 50 voos de teste foram feitos. Diversos voos incluíram sondagem das ondas de choque por um segundo F-15B, aeronave 837, plataforma de testes do Sistema de Controle de Voo Inteligente da NASA.
Existem projetos teóricos que aparentam não criar nenhum estrondo sônico, como o Bi plano de Busemann. Entretanto, a criação de uma onda de choque é inevitável se elas geram sustentação aerodinâmica.

## Percepção e barulho
O som de um estrondo sônico depende largamente da distância entre o observador e a aeronave produzindo o estrondo. Um estrondo sônico é normalmente ouvido como um profundo "boom" duplo pois normalmente se encontra a uma boa distância. Entretanto, como aqueles que presenciaram pousos de Ônibus espacial ouviram, quando a aeronave está perto o estrondo sônico é um nítido "bang" ou "crack". O som é similar ao de "bombas aéreas" usadas em shows de fogos de artifício. É um equívoco comum, pensar que apenas um estrondo sônico é gerado durante a transição de subsônico para supersônico, na verdade, o estrondo é contínuo ao longo do carpete de estrondo durante todo o voo supersônico. Como disse um antigo piloto de Concorde, "Você na verdade não ouve nada a bordo. Tudo que vemos é a onda de pressão movendo-se ao longo da aeronave - isso gera um indício nos instrumentos. E é isso que vemos em torno de Mach 1. Porém não ouvimos o estrondo sônico nem nada do tipo. É similar as ondas de um navio - está atrás de nós".
Em 1964, a NASA e a Administração Federal de Aviação iniciaram os testes de estrondo sônico de Oklahoma City, que causaram oito estrondos por dia durante um período de seis meses. Dados valiosos foram obtidos com o experimento, porém 15 000 reclamações foram geradas e por fim emaranharam o governo em um processo de ação representativa, o qual perdeu na apelação em 1969.
Estrondos sônicos foram também um estorvo em North Cornwall e North Devon pois essas áreas estavam abaixo da rota de voo do Concorde. Janelas chocalhavam e em alguns casos telhas eram deslocadas pela vibração.
Houve trabalhos recentes nesta área, notavelmente sob os estudos da Plataforma Supersônica Silenciosa da DARPA. Pesquisas por especialistas em acústica sob esse programa iniciaram olhando mais de perto a composição dos estrondos sônicos, incluindo o conteúdo de frequência. Diversas características do tradicional estrondo sônico de Onda-N podem influenciar no quão barulhento e irritante o estrondo pode ser percebido por ouvintes no chão. Mesmo fortes Ondas-N como as do Concorde ou de aviões militares podem ser bem menos condenáveis se o tempo de subida do excesso de pressão for suficientemente longo. Uma nova medida surgiu, conhecida como ruído "percebido", medida em PLdB. Que leva em conta o conteúdo de frequência, tempo de subida, etc. Um exemplo bem conhecido é o estalar de seus dedos onde o ruído "percebido" não é nada além de um incomodo.
O intervalo de energia de um estrondo sônico está concentrado na faixa de 0,1–100 hertz, que está consideravelmente abaixo do de uma aeronave subsônica, de um tiro e da maioria dos ruídos industriais. A duração do estrondo sônico é breve, menos de um segundo, 100 milissegundos (0,1 segundos) para a maior parte das aeronaves do tamanho de caças, e 500 milissegundos para o ônibus espacial ou o jato Concorde. A intensidade e largura de um estrondo sônico depende das características físicas da aeronave e de como é operada. Em geral, quanto maior a altitude da aeronave, menor o excesso de pressão no chão. Grandes altitudes também aumentam o espalhamento lateral do estrondo, expondo uma área maior ao mesmo.  Excessos de pressão na área de impacto do estrondo sônico, entretanto, não serão uniformes. A intensidade do estrondo é maior diretamente abaixo do trajeto de voo, enfraquecendo progressivamente conforme maior a distância horizontal da rota de voo da aeronave. A largura da área exposta ao estrondo no chão é de aproximadamente 1,6 km² para cada 300 m de altura; isto é, uma aeronave em voo supersônico a 9 100 m criará um espalhamento de estrondo lateral de aproximadamente 48 km, ou a 10 000 m um espalhamento de 50 km. Para voos supersônicos estáveis, o estrondo é descrito como um carpete de estrondo já se move com a aeronave enquanto ela mantiver velocidade e altitude supersônicas. Algumas manobras, mergulho, aceleração ou viradas, podem causar focalização do estrondo. Outras manobras, como desaceleração e subida, podem reduzir a força do choque. Em algumas instâncias condições do tempo podem distorcer estrondos sônicos.
Dependendo da altitude da aeronave, estrondos sônicos chegam ao chão entre dois e 60 segundos após o sobrevoo. Entretanto, nem todos os estrondos são ouvidos ao nível do chão. A velocidade do chão a qualquer altitude é uma função da temperatura do ar. Uma queda ou aumento na temperatura resulta em quedas ou aumentos correspondentes na velocidade do som. Sob condições atmosféricas padrões, a temperatura do ar diminui com o aumento da altitude. Por exemplo, quando a temperatura ao nível do mar é de 15 °C a temperatura a 9 100 m cai para – 45 °C. Esse gradiente de temperatura ajuda a curvar as ondas sonoras para cima. Portanto, para um estrondo atingir o chão a velocidade relativa da aeronave em relação ao chão deve ser maior que a velocidade do som no chão. Por exemplo, a velocidade do som a 9 100 m é aproximadamente 1 080 km/h, porém uma aeronave deve viajar a pelo menos 1 210 km/h (Mach 1,12, onde Mach 1 é igual a velocidade do som) para que um estrondo seja ouvido no chão.
A composição da atmosfera também é um fator. Variações de temperatura, umidade, poluição atmosférica, e ventos podem ter um efeito sobre como um estrondo sônico é percebido no chão. Até o próprio chão pode influenciar o som de um estrondo sônico. Superfícies duras como concreto, asfalto, e grandes construções podem causar reflexões que podem amplificar o som de um estrondo sônico. Similarmente campos gramados e folhagens podem ajudar a atenuar a força do excesso de pressão de um estrondo sônico.
Atualmente não há padrões industriais aceitos para a aceitabilidade de um estrondo sônico. Até que tais medidas possam ser estabelecidas, seja através de estudos adicionais ou testes de sobrevoo supersônico, é improvável que a legislação remova a atual proibição à sobrevoos supersônicos, presente em diversos países.

## Impacto na Saúde
Alguns estudos afirmam mostrar que estrondos sônicos provenientes de testes da marinha norte-americana em Vieques, Porto Rico, aumentaram a incidência de doença vibroacústica, um espessamento do tecido cardíaco. Entretanto, outros cientistas contestam essas afirmações.

## Chicote

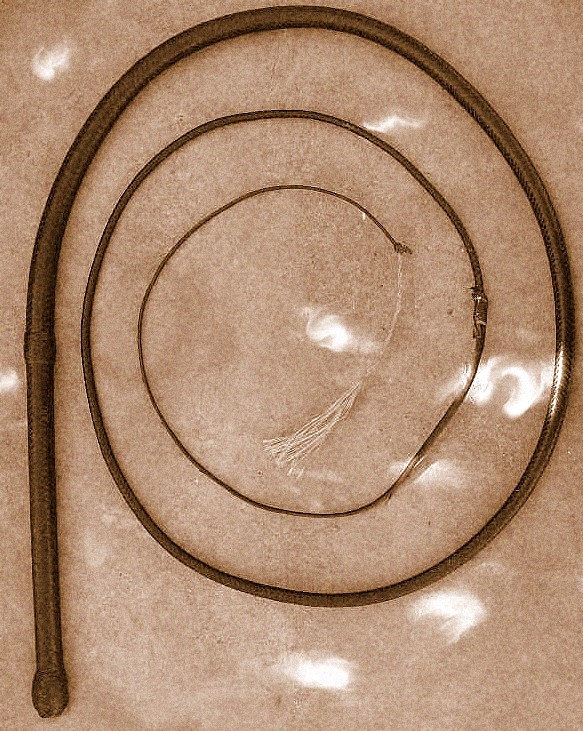
Um chicote Australiano.

O estalo que um chicote faz quando manuseado corretamente é, na verdade, um pequeno estrondo sônico, a ponta do chicote, move-se mais rápido do que a velocidade do som, portanto criando um estrondo sônico. O chicote é provavelmente a primeira invenção humana a quebrar a barreira do som.
Um chicote afina a partir do cabo até a ponta. A ponta possui muito menos massa que a seção do cabo. Quando o chicote é bruscamente balançado, a energia é transferida ao longo do chicote. De acordo com a fórmula (se o trabalho para o "chicotear" permanecer constante) para energia cinética {\displaystyle E_{c}={mv^{2}}/{2}}, a velocidade do chicote aumenta com a diminuição da massa, e é assim que o chicote atinge a velocidade do som e causa um estrondo sônico.